# Place des Trois Cultures
La place des Trois Cultures ou place de Tlatelolco est une esplanade située dans le centre de Mexico, dans la Delegación Cuauhtémoc. Elle tire son nom du fait que les ensembles architecturaux situés alentour ont été bâtis en trois étapes historiques, ou cultures, différentes :
1. Culture de Tenochtitlan, antérieure à la conquête de l'Empire aztèque par les conquistadors espagnols. Datent de cette époque des pyramides et des ruines préhispaniques bâties par les mexicas, la ville-marché de Tlatelolco. À cette époque et dans ces lieux, il y avait un célèbre marché qui fournissait les habitants de la vallée de Mexico en marchandises en tout genre provenant de la Mésoamérique entière.
2. Culture espagnole, de la conquête à l'indépendance du Mexique, représentée par un couvent et la cathédrale catholique de Santiago, datant de la période coloniale. Le Real Colegio de Santa Cruz, première institution d'éducation supérieure en Amérique y a été fondé par Bernardino de Sahagún et Juan de Zumárraga, évangélisateurs espagnols. Les conquistadores avaient l'habitude de faire construire des églises sur les temples pré-hispaniques utilisant les pierres de construction.
3. Culture du Mexique moderne représentée par la tour de Tlatelolco, qui abrita jusqu'en 2005 le ministère des Affaires étrangères (espagnol : Secretaría de Relaciones Exteriores), actuellement cette tour est le siège du Centre culturel universitaire et le Memorial del 68 de l'université nationale autonome du Mexique. Appartient aussi à cette époque le grand ensemble nommé de Conjunto Urbano Nonoalco Tlatelolco (Ensemble urbain Nonoalco Tlatelolco). Plusieurs de ces bâtiments sont l'œuvre de l'architecte Mario Pani Darqui. Ceci est l'étape du syncrétisme créole.

## Historique
- Hernán Cortés s'est rendu sur le marché de Tlatelolco avant le début de la guerre de conquête du Mexique. Quelques jours plus tard eut lieu la dernière et la plus décisive bataille entre Aztèques et espagnols aidés de leurs alliés indigènes, principalement tlaxcaltèques qui haïssaient farouchement les aztèques, où Cuauhtémoc fut obligé à capituler. Le chroniqueur Bernal Díaz del Castillo raconte que la tuerie de mexicas ce jour-là fut si sanglante qu'il était impossible de marcher dans ces lieux à cause des tas de cadavres empilés. On estime à plus de 40 000 le nombre d'aztèques morts ce jour-là.
- C'est là qu'en 1967 a été signé le Traité de Tlatelolco visant à créer une zone exempte d'armes nucléaires en Amérique latine. Ce traité fut l'œuvre du diplomate mexicain Alfonso García Robles, récompensé en 1982 du prix Nobel de la paix.
- Quatre siècles après la bataille de la guerre du Mexique eut lieu le second massacre de Tlatelolco le 2 octobre 1968. Des centaines de civils, certains armés, pour la plupart des étudiants issus de la bourgeoisie et des classes moyennes supérieures y vinrent manifester, selon les organisateurs il y aurait eu entre 200 et 300 civils tués par les forces de l'ordre, qui elles eurent 50 morts, lors d'affrontements très violents. Les chiffres officiels font mention, eux, d'un total de 4 morts.

Plusieurs écrivains mexicains sympathisants de gauche ou d'extrême gauche ont exposé le point de vue sur les faits, parmi eux Carlos Monsiváis, Elena Poniatowska et Octavio Paz, prix Nobel de littérature en 1990. Ce massacre a aussi été narré par la voix de chanteurs tels que l'auteur-compositeur-interprète José de Molina et le néo-trovador Fernando Delgadillo (dans sa chanson "No se olvida", Cela ne s'oublie pas) et par le film Rojo Amanecer, réalisé par Jorge Fons. Un mémorial appelé M68 a été inauguré en 2007 sur cette place.
- Plusieurs immeubles entourant la place, dont l’Edificio Nuevo León du grand ensemble Nonoalco Tlatelolco, ont été gravement endommagés lors du séisme de 1985.

## Galerie

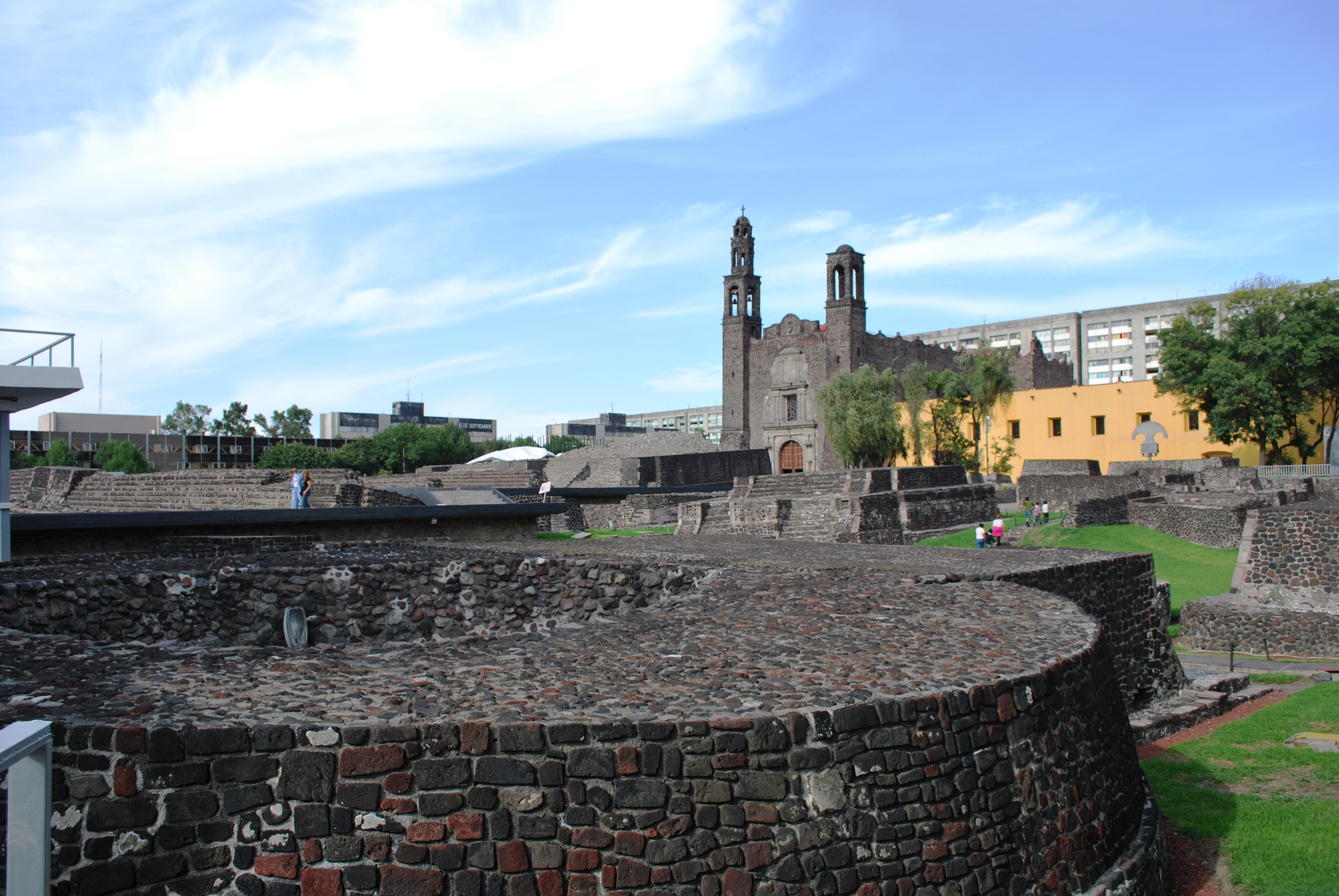
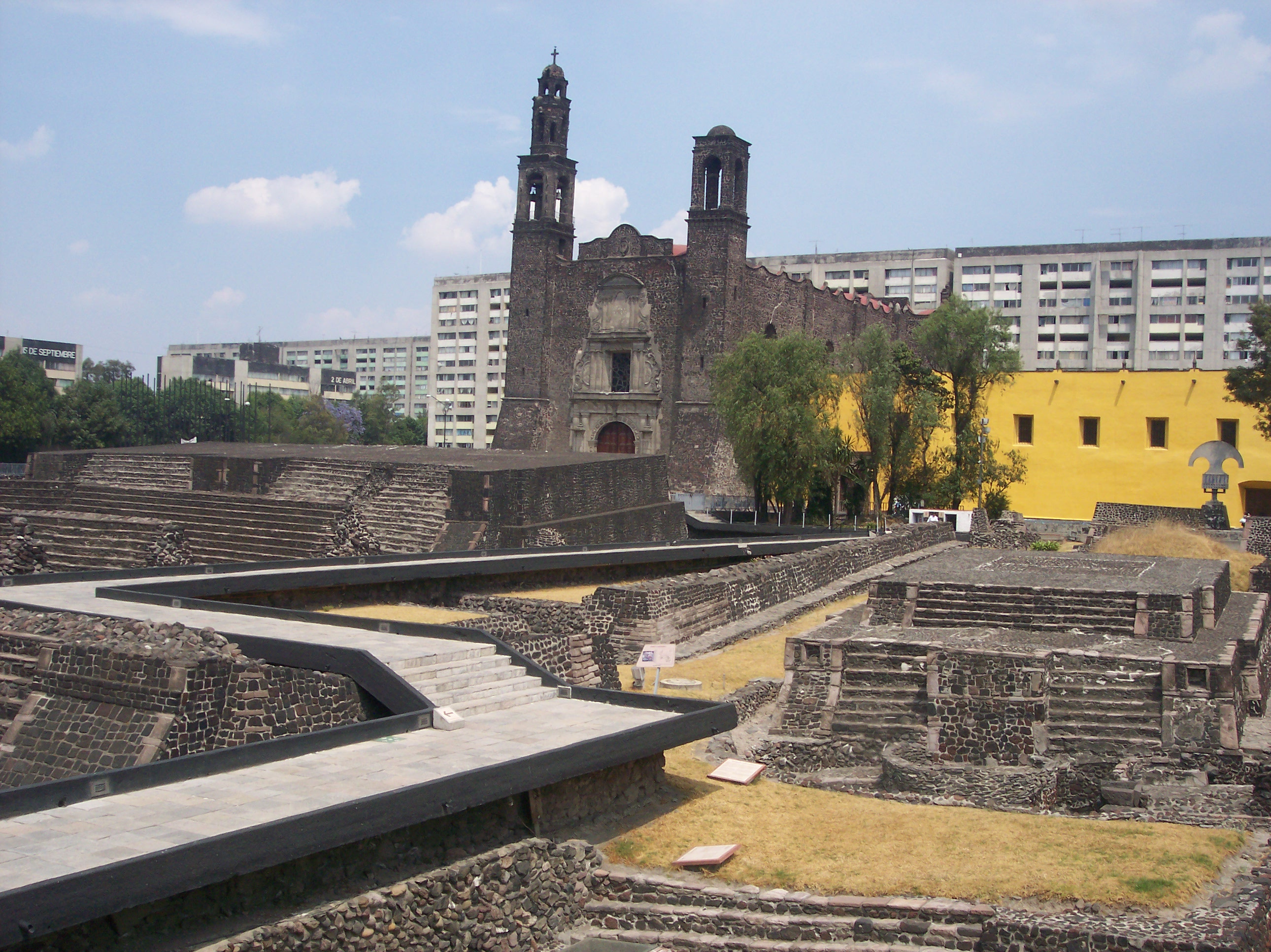
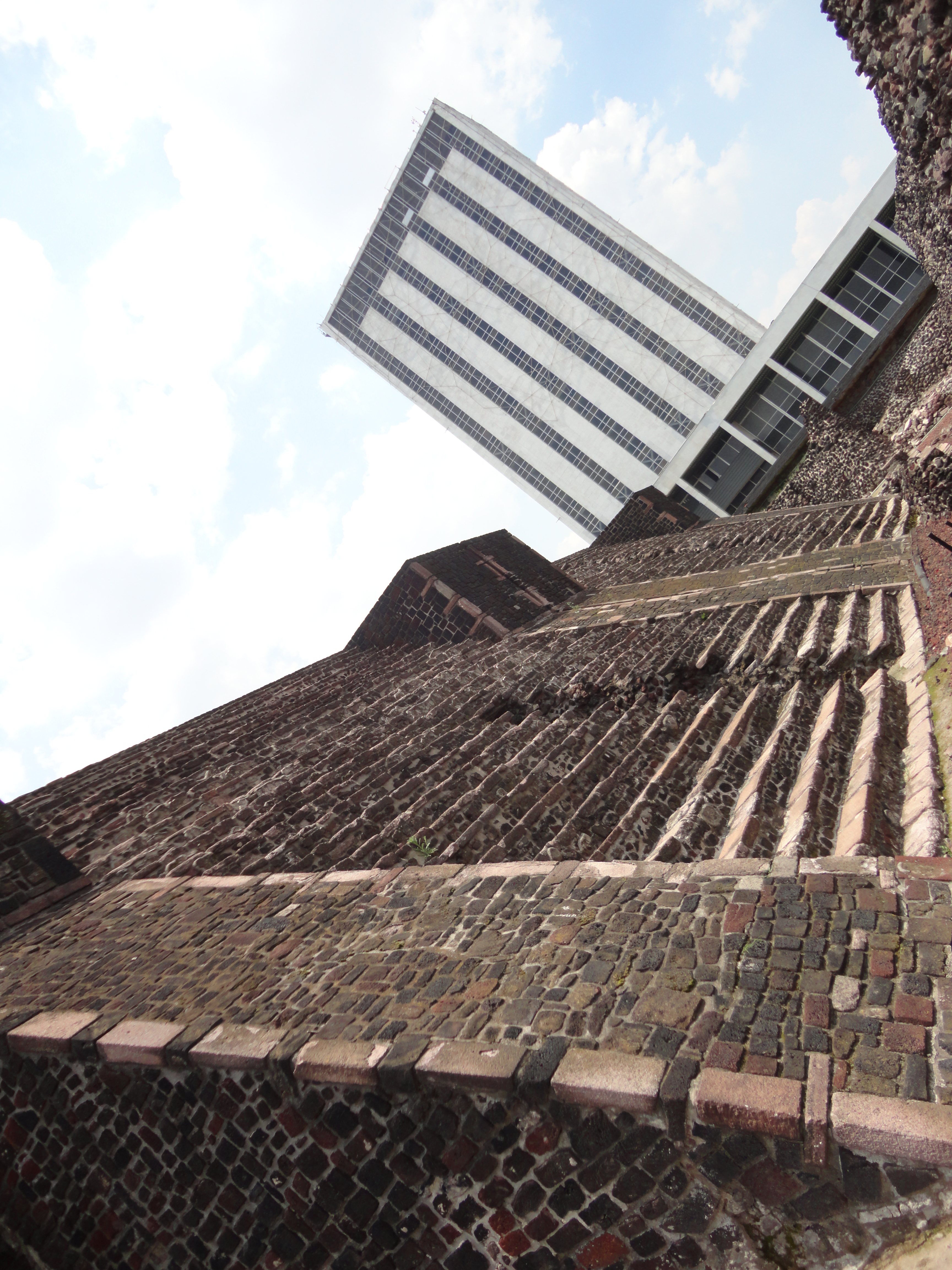